# John Hoar

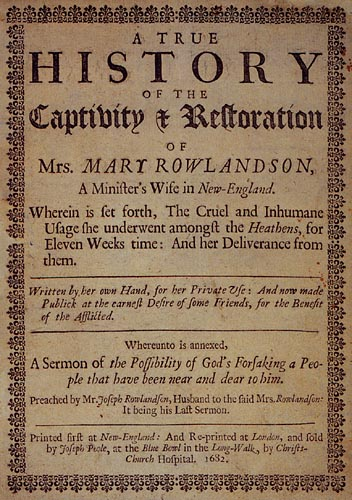
Página de cabecera de La verdadera historia de la cautividad y restitución de la señora Mary Rowlandson; primera edición, Londres, 1682.

John Hoar (1622 – 2 de abril de 1704) fue un líder de la milicia colonial y enlace indio en el Massachusetts colonial durante la Guerra del rey Felipe. Es conocido por asegurar la liberación de Mary Rowlandson de la cautividad india en Redemption Rock. El acontecimiento es descrito en el libro muy vendido La Soberanía y Bondad de Dios: la verdadera historia de la cautividad y restitución de la señora Mary Rowlandson.

## Rescate de Mary Rowlandson
El 10 de febrero de 1676, durante un ataque indio en su pueblo de Lancaster, Massachusetts Mary Rowlandson, esposa del reverendo del pueblo Joseph Rowlandson, fue hecha prisionera junto con sus tres niños por una banda de guerreros Nipmuc. Hoar, un abogado prominente y misionero entre los indios, fue requerido por el reverendo Rowlandson para actuar como el representante colonial en la negociación para su liberación. Hoar llegó a Lancaster el 28 de abril de 1676 con dos guías nativos, Nepphonet y Peter Tatatiquinea para encontrarse con la partida de guerra del rey Felipe en Wachusett Lake, localizado en lo que es ahora Princeton, Massachusetts. El 2 de mayo, después de once semanas en cautividad, Rowlandson fue liberada por Hoar a cambio de un rescate de veinte libras en un afloramiento glacial, desde entonces conocido como Redemption Rock. Rowlandson escribió un famoso relato de su experiencia como cautiva, La Soberanía y Bondad de Dios: la verdadera historia de la cautividad y restitución de la señora Mary Rowlandson el cual fue un éxito de ventas en el mundo anglosajón. Es considerado un trabajo seminal en el género literario norteamericano de las narrativas de cautividad y también como el primer libro publicado escrito por una mujer estadounidense colonial.

## Vida y familia
John Hoar nació en 1622 en Gloucester, Gloucestershire, Inglaterra y falleció el 2 de abril de 1704 en Concord, Middlesex Co., Massachusetts. Es la fecha grabada en su lápida pero no tiene la de nacimiento. Es mencionado en el testamento de su abuelo en 1632 y hay un registro de aprendizaje firmado por su padre del año siguiente que indica que tenía once años en aquel tiempo, así que tuvo que haber nacido en 1622. Se estima que su madre viuda emigró a Massachusetts aproximadamente en 1641 y pronto se estableció en Scituate. La primera evidencia de John en Scituate es una lista de hombres del pueblo capaces de llevar armas datada en 1643. En 1659, se mudó a Concord, donde más tarde intentó dar refugio a John Eliot durante la guerra del rey Felipe.  Sin embargo, sus vecinos impidieron esto y llevaron a los indios a Deer Island donde perecieron. Debido a sus buenas relaciones con los indios, se le pidió ayudar a rescatar a la señora Rowlandson y sus hijos.
Se sabe que tuvo una esposa llamada Alice, pero su nombre de soltera y fecha del matrimonio se desconocen, debido a la pérdida de muchos archivos de la época colonial más temprana. Sus hijos fueron Mary, Elizabeth, Joanna y Daniel Hoar. Se llegó a declarar incorrectamente que su esposa era una Alice Lisle, hija de Lord Lisle. Sin embargo, fue su hermano, Leonard Hoar, graduado de la universidad de Oxford y más tarde presidente de la universidad de Harvard, quien se había casado con Bridget, hija de Lord John Lisle, presidente del Tribunal Superior de Justicia que juzgó a Carlos I. Su esposa y madre de Bridget, Dame Alicia Lisle, fue víctima de la justicia realista, juzgada y decapitada en 1685. La hermana de John y Leonard, Joanna, se casó con Edmund Quincy de Baintree y una de sus descendientes, Abigail Smith, se casó con el presidente John Adams.